# The Evil That Men Do
«The Evil That Men Do» es una canción publicada en 1988 por Iron Maiden. Es el decimoséptimo sencillo publicado por la banda y el segundo sencillo para el álbum de estudio Seventh Son of a Seventh Son. El sencillo debutó en el puesto #6 de las listas británicas para posteriormente pasar al puesto #5. Los lados B del sencillo son de las canciones "Prowler" y "Charlotte the Harlot", las cuales aparecen originalmente en el álbum Iron Maiden.
El título es tomado del discurso de Marco Antonio hacia los romanos después del asesinato de Julio César en la obra de William Shakespeare Julio César: "The evil that men do lives after them; The good is oft interred with their bones". Bruce Dickinson dice esta frase varias veces antes de cantar la canción, pero al revés (como en Rock in Río). Igualmente, la letra no tiene que ver con esta obra.
El solo de "The Evil That Men Do" es tocado por Adrian Smith, mientras que el solo de guitarra de "Prowler '88" es tocado por Dave Murray. En "Charlotte the Harlot 88", el primer solo es tocado por Murray, seguido de Smith.
El video fue filmado en The Forum en Inglewood, California, durante la gira Seventh Tour of a Seventh Tour de 1988.

## Lista de canciones
1. «The Evil That Men Do»[2] (Adrián Smith, Bruce Dickinson, Steve Harris) – 4:33
2. «Prowler '88» (Harris) – 4:07
3. «Charlotte the Harlot '88» (Dave Murray) – 4:11

## Miembros
- Steve Harris – bajo
- Bruce Dickinson – voz
- Dave Murray – guitarra
- Adrian Smith – guitarra
- Nicko McBrain – batería